# كريس ماسو
كريس ماسو (بالإنجليزية: Chris Masoe)‏ هو لاعب اتحاد الرغبي ساموي ونيوزيلندي، ولد في 15 مايو 1979 في سافاي في ساموا.

## وصلات خارجية
- كريس ماسو على موقع سلسلة سباعيات الرغبي العالمية - رجال (الإنجليزية)
- كريس ماسو عل موقع إسبنسكروم (الإنجليزية)
- كريس ماسو على موقع ItsRugby.co.uk (الإنجليزية)
- كريس ماسو على موقع اتحاد ألعاب الكومنولث (مؤرشف) (الإنجليزية)